# 张文秀
张文秀（1986年3月22日—），辽宁大连人，中国女子链球运动员。2006年在多哈亚运会上以74米15打破了自己保持的亚运会记录，2007年在大阪世界田径锦标赛上以74米39的成绩获得了该赛事的女子链球铜牌。2013年，她第三度於世界田徑錦標賽取得銅牌。张文秀在2008年北京奥运会和2012伦敦奥运会上分别获得铜牌和第四名，但由于两届冠军白俄罗斯女选手阿克萨娜-米安科娃未能通过2016年国际奥委会奥运药检复查而被剥夺金牌，张文秀将递补获得2008年北京奥运会银牌和2012伦敦奥运会铜牌。
2016年里约奥运会上以76.75米获得链球银牌。
张文秀也连续三届在2006年多哈、2010年广州、2014年仁川获得亚运会鏈球冠军。

## 外部連結
- 张文秀在的頁面
- http://data.doha2006.sohu.com/doha/person.php?id=636%5B%5D
- http://news.xinhuanet.com/sports/2007-08/31/content_6635861.htm （页面存档备份，存于）
- http://sports.sina.com.cn/star/zhang_wenxiu/ （页面存档备份，存于）